# Auguste Jean Baptiste Chevalier
Auguste Jean Baptiste Chevalier (Domfront, 23 giugno 1873 – Parigi, 4 giugno 1956) è stato un botanico francese.

## Biografia
La famiglia di Chevalier possedeva una modesta fattoria in Normandia. Studiò dapprima a Domfront e in seguito a Caen.
Si diplomò nel 1891. Nel 1893 fu incaricato da Élie Antoine Octave Lignier (1855-1916) di realizzare il catalogo degli herbaria dell'Università di Caen.
Dopo aver svolto il servizio militare (1894), nel 1896 conseguì la laurea in Scienze Naturali.
Diventò quindi assistente del botanico Charles Eugène Bertrand (1851-1917) all'Università di Lille.
Nel 1897, beneficiando di una borsa, entrò al Laboratorio di Botanica di Philippe Van Tieghem (1839-1914) presso il Muséum national d'histoire naturelle. Negli anni 1899-1900, partecipò a una missione scientifica in Sudan.
Chevalier conseguì il dottorato di ricerca nel 1901 e, in seguito, effettò numerosi viaggi, principalmente in Africa, ma anche in Asia e in America meridionale.
Divenne quindi preparatore presso il Laboratorio di Agronomia Coloniale dell'École pratique des hautes études, prima di divenirne il vice direttore nel 1907 e, quindi, il direttore nel 1912.
Nel 1929 diventò Professore della cattedra di Produzioni Vegetali del Museo, posizione che occupò fino al suo pensionamento nel 1946.
Nel 1937, divenne membro dell'Accademia francese delle scienze.

## Opere principali
- 1907 : Mission Chari-Lac Tchad 1902-1904 : L'Afrique centrale française : Récit du voyage de la mission, Paris, éditions Challamel. (da Internet Archives. Consultato il 21 agosto 2012)
- 1908 : La forêt vierge de la Côte d'Ivoire, Masson, Paris
- 1935 : Les Îles du Cap-Vert: Géographie, biogéographie, agriculture: Flore de l'archipel, Paris, laboratoire d'agronomie coloniale du Muséum national d'histoire naturelle. (su Tela Botanica: Le Réseau de la botanique francophone. Consultato il 21 agosto 2012.)
- 1935 : « Les Dépôts quaternaires de l'ancien cratère de Pedra de Lume (île de Sal, archipel du Cap-Vert) », scritto con Léonce Joleaud e Georges Petit, in Comptes-rendus des séances de l'Académie des sciences, vol. 200, pp. 1334–1336.
- 1942 : L'Agriculture coloniale : Origines et évolution, Presses universitaires de France, coll. « Que sais-je ? ».
- 1944 : Le Café, Presses universitaires de France, coll. « Que sais-je ? ».